# Сиккимская бурозубка
Сиккимская бурозубка (лат. Soriculus nigrescens) — вид насекомоядных семейства землеройковых, единственный в роде азиатских бурозубок (Soriculus) трибы Nectogalini. Обитает в Бутане, Китае, Индии, Непале и, возможно, в Мьянме.
Ранее к роду Soriculus причисляли также виды бурозубок, ныне относимые к родам Chodsigoa и Episoriculus. Вид Soriculus nigrescens обычно подразделяют на два подвида: S. n. nigrescens и S. n. minors. Последний подвид может представлять собой отдельный вид.